# Esens
Esens är en stad i distriktet Wittmund i det historiska landskapet Ostfriesland i den tyska delstaten Niedersachsen. Staden har cirka 7 500 invånare. Strax utanför Esens ligger fiskar- och hamnorten Bensersiel som även är en statligt erkänd bad- och kurort. Från Bensersiel går färjan till den ostfriesiska ön Langeoog. 

## Historia
Esens grundades omkring år 800 som handels- och marknadsstad i det frisiska landskapet Harlingerland. Esens anlades nära Nordsjökusten i ett område som ansågs vara säkert mot stormfloder, på gränsen till den nordtyska landskapstyp som kallas geest. Under medeltiden styrdes Esens av Junker Balthasar som opponerade sig mot de hanseatiska köpmännen från Bremen. När Balthasar dog år 1540 kom Esens under Rietbergs styre innan staden år 1600 tillföll greven av Ostfriesland.
När det ostfriesiska furstehuset dog ut år 1744 kom Esens och Harlingerland under Preussen. Preussarna rev borgen och flera funktioner flyttades till grannstaden Aurich. Esens förlorade därmed till stor del den betydelse som staden hade haft i regionen. Efter en kort fransk ockupation under Napoleonkrigen kom Esens liksom övriga Ostfriesland att tillhöra kungariket Hannover. År 1866 kom området under Preussen igen och samtidigt förlorade Esens ytterligare makt. Esens blev nu en del av distriktet Wittmund.
Under andra världskriget bombades staden av de allierade. Vid angreppet den 27 september 1943 dog 165 personer och ett flertal byggnader förstördes.

## Näringsliv
Området runt staden Esens präglas av jordbruk. Staden fick tidigt järnväg och under efterkrigstiden har turismens betydelse för det lokala näringslivet vuxit, särskilt efter 1970-talet. I Esens finns bland annat en internatskola för de elever som kommer från de ostfriesiska öarna, Niedersächsisches nternatsgymnasium.

## Kultur
Esens har ett antal sevärda byggnader, bland annat den 1848 uppförda St.-Magnus-kyrkan som är byggd på samma plats som en tidigare tegelstensbasilika från 1400-talet. Den nuvarande kyrkan är byggd i klassistisk rundbågestil och är en av de viktigaste kyrkorna i det historiska området Harlingerland. Interiören kommer till stor del från den tidigare kyrkan, bland annat dopfunten från 1474 och altaret från 1714. Den helige Magnus reliker finns begravda i denna kyrka.
I övrigt kan bland annat rådhuset från 1756 nämnas. I Esens finns ett antal museer, bland annat Holografimuseet.

## Kommunförbundet Esens
Esens är även namnet på en så kallad samtgemeinde (kommunförbund) som består av sju medlemskommuner. Kommunförbundet Esens har 14.180 invånare.
- Dunum (1.124 invånare)
- Staden Esens (6.894)
- Holtgast (1.706)
- Moorweg (873)
- Neuharlingersiel (1.077)
- Stedesdorf (1.667)
- Werdum (685)

## Bilder
|                          |
| Staden Esens stora vapen |

|                          |
| Staden Esens gamla vapen |

|                             |
| St.-Magnus-kyrkan från 1848 |

|                                    |
| Altaret i St. Magnus-kyrkan (1714) |

|                  |
| Rådhuset i Esens |

|            |
| Bensersiel |

|                                  |
| Junker-Balthasar-brunnen i Esens |

|                   |
| Gamla tingsrätten |

|                         |
| Holografimuseet i Esens |